# برايان أونيل (لاعب كرة قدم)
برايان أونيل (بالإنجليزية: Brian O'Neil)‏ (4 يناير 1944 في المملكة المتحدة - ) هو لاعب كرة قدم بريطاني في مركز الوسط. لعب مع نادي بيرنلي ونادي ساوثهامبتون وهدرسفيلد تاون وBideford A.F.C. ‏.

## وصلات خارجية
- برايان أونيل على موقع قاعدة بيانات كرة القدم.إي يو (الإنجليزية)